# Vittoria Panizzon
Vittoria Panizzon (Roma, 14 settembre 1983) è una cavallerizza italiana.

## Carriera
Nel 2008 riuscì a qualificarsi per le Olimpiadi di Pechino, dove terminò la gara individuale in sedicesima posizione. Nella stessa edizione, con Fabio Magni, Stefano Brecciaroli, Susanna Bordone e Roberto Rotatori, concluse la gara a squadre in sesta posizione.

Nel 2016 si qualificò per i giochi di Rio de Janeiro, riuscendo a rimontare dopo una disastrosa prestazione del dressage e riuscendo a terminare in undicesima posizione.

## Palmarès
- Europei

Pratoni del Vivaro 2007 - bronzo nella gara a squadre.
Strzegom 2017 - bronzo nella gara a squadre.